# P̄
Cette page contient des caractères spéciaux ou non latins. S’ils s’affichent mal (▯, ?, etc.), consultez la page d’aide Unicode.
Ne doit pas être confondu avec la lettre cyrillique er macron ‹ Р̄ р̄ ›.
P̄ (minuscule : p̄), appelé P macron, est un graphème utilisé dans l’écriture de l’assiniboine, dans certaines romanisations ALA-LC ou dans la romanisation ISO 11940 du thaï, et comme abréviation latine dans l’écriture manuscrite.
Il s'agit de la lettre P diacritée d'un macron.

## Utilisation
Le p macron est beaucoup utilisé dans les manuscrits médiévaux (du moins ceux en latin et en français) comme abréviation de la syllabe pre ou pré, prè, prê etc.
En assiniboine, le p macron ‹ p̄ › est utilisé pour représenter une consonne occlusive bilabiale sourde non-aspirée /p/, la consonne occlusive bilabiale sourde aspirée /pʰ/ étant notée ‹ p ›.
Dans la romanisation ISO 11940 du thaï, ‹ p̄h › est utilisé pour translittérer ‹ ผ ›.

## Représentations informatiques
Le P macron peut être représenté avec les caractères Unicode suivants :
- décomposé (latin de base, diacritiques) :

| formes    | représentations | chaînes de caractères | points de code | descriptions                                 |
| --------- | --------------- | --------------------- | -------------- | -------------------------------------------- |
| capitale  | P̄               | P◌̄                    | U+0050 U+0304  | lettre majuscule latine p diacritique macron |
| minuscule | p̄               | p◌̄                    | U+0070 U+0304  | lettre minuscule latine p diacritique macron |